# 江湾体育場駅
江湾体育場駅（こうわんたいいくじょう-えき）は中華人民共和国上海市楊浦区に位置する上海地下鉄10号線の駅である。駅番号はL10/25。ステーションカラーは   翠緑色が設定されている。

## 歴史
- 2010年4月10日 - 開業。

## 駅構造
島式ホーム1面2線の地下駅。保安用に、ホーム上にフルスクリーンタイプのホームドアを有する。

## 駅周辺
- 江湾体育場
- 百総又一城生活広場

## バス路線
8、55、59、60、61、90、99、102、133、139、140、168、187、307、325、329、405、406、453、537、538、559、713、749、758、812、817、819、842、850、854、910、937、942、960、966、991、大橋三線、大橋五線、机場四線

## 隣の駅
上海地下鉄
■10号線
三門路駅 (L10/26) - 江湾体育場駅 (L10/25) - 五角場駅 (L10/24)